# Associação Desportiva Modicus
L'Associação Desportiva Movimento Dinâmico e Cultural de Sandim, meglio nota con l'acronimo Modicus, è una squadra portoghese di calcio a 5 con sede a Sandim, nel comune di Vila Nova de Gaia.

## Rosa 2006-07
| # |                       | Nome                 | Età | Ultimo Club    |
| - | --------------------- | -------------------- | --- | -------------- |
|   | Portogallo (bandiera) | Tasaka (P)           | 21  |                |
|   | Portogallo (bandiera) | Sandro (P)           | 27  | AR Freixieiro  |
|   | Portogallo (bandiera) | Costinha (P)         | 31  |                |
|   | Portogallo (bandiera) | Luis Miguel          | 19  | Antas          |
|   | Portogallo (bandiera) | Marcos               | 29  | Famalicense AC |
|   | Portogallo (bandiera) | Pedro Ferreira       | 32  |                |
|   | Portogallo (bandiera) | Ferreira             | 30  |                |
|   | Portogallo (bandiera) | Filipe Reis          | 21  |                |
|   | Portogallo (bandiera) | Francisco Montenegro | 24  |                |
|   | Portogallo (bandiera) | João Montenegro      | 22  |                |
|   | Portogallo (bandiera) | Orlando              | 22  |                |
|   | Portogallo (bandiera) | Paulo Ferreira       | 21  |                |
|   | Portogallo (bandiera) | Amilcar              | 20  |                |
|   | Portogallo (bandiera) | Ricardo Ferreira     | 29  | Famalicense AC |
|   | Portogallo (bandiera) | Nuninho              | 22  | M. Arrábida    |